# Метод Кодая
Метод Кодая (венг. Kodály-módszer, также известен как концепция Кодая) — подход к музыкальному образованию, разработанный в Венгрии в середине XX века Золтаном Кодаем. Идеи Кодая в области музыкального обучения послужили источником для метода, который позже был разработан его коллегами и последователями. В 2016 году данный метод был включён в список ЮНЕСКО как часть нематериального культурного наследия человечества.

## История
Кодай заинтересовался музыкальным образованием детей в 1925 году, когда он случайно «подслушал», как некоторые ученики пели песни, которые они узнали в школе. Кодай ужаснулся их навыкам пения и решил сделать что-то для улучшения системы музыкального образования в Венгрии. Он написал ряд статей и эссе, чтобы привлечь внимание к проблеме детского музыкального образования: в своих произведениях он критиковал школы за использование некачественной музыки и за начало обучения музыке только в средних классах. Кодай настаивал, что системе музыкального образования нужны лучшие учителя, лучшие учебные планы и больше уроков, посвящённых музыке.
Начиная с 1935 года, Золтан Кодай приступил к долгосрочному проекту по реформированию преподавания музыки в начальных и средних школах путём активного создания нового учебного плана и новых методов обучения, а также — написанием новых музыкальных композиций для детей. Его работа привела к публикации нескольких книг, оказавших влияние на музыкальное образование как в стране, так и за рубежом.
Усилия Кодая принесли свои плоды в 1945 году: когда новое венгерское правительство начало реализовывать его идеи в государственных школах. Социалистический контроль над системой образования способствовал распространению методов Кодая по всей стране. Первая начальная музыкальная школа, в которой ежедневно преподавалась музыка, открылась в 1950 году. Школа была настолько успешной, что в течение следующего десятилетия было открыто более ста подобных школ. Через 15 лет примерно половина школ в Венгрии были музыкальными школами.
Успех Кодая, в конечном счёте, стал известен за пределами венгерских границ: его метод был впервые представлен международному сообществу в 1958 году на конференции Международного общества преподавателей музыки (I.S.M.E.), состоявшейся в Вене. На другой конференции — в Будапеште в 1964 году — работы венгерского реформатора были непосредственно представлены участникам. Музыкальные педагоги со всего мира отправились в Венгрию, чтобы посетить музыкальные школы Кодая. Первый симпозиум, посвящённый исключительно методу Кодая, был проведён в Окленде (штат Калифорния) в 1973 году; на этом мероприятии было также открыто Международное общество Кодая. Сегодня методы Кодая используются во всём мире.

## Педагогика
Используя принципы, заложенные Золтаном, в качестве основы, его коллеги, друзья и студенты разработали полноценную педагогику, которая теперь называется «методом Кодая».

### Подход к развитию ребенка
Метод Кодая использует последовательный подход к развитию ребенка, вводя навыки постепенно — в соответствии с возможностями ребёнка. Первоначально вводятся самые лёгкие новые понятия и постепенно происходит продвижение к более трудным. Дети впервые узнают об основных музыкальных концепциях посредством слушания, пения или движения. Концепции постоянно пересматриваются и подкрепляются дополнительными играми, движениями, песнями и упражнениями.

### Ритм и движение
Метод Кодая также включает использование ритмического движения — техники, вдохновленной работами швейцарского музыкального педагога Эмиля Жак-Далькроза. Сам Кодай был знаком с техникой Далькроза и согласился, что движение является важным инструментом для «интернализации ритма». Чтобы укрепить новые «ритмические концепции», метод использует множество ритмических движений, таких как ходьба, бег и хлопанье в ладоши. Они могут выполняться во время прослушивания музыки или пения.

## Материалы
Материалы для метода Кодая строятся исключительно из двух источников: «аутентичная» народная музыка и «доброкачественная» музыка. Фольклорная музыка считалась идеальным инструментом для раннего музыкального обучения из-за её коротких форм, пентатонического стиля и простого языка. Из классического репертуара студенты поют произведения основных композиторов эпохи барокко, классики и романтизма, в то время как ученики второй ступени поют музыку и XX века.
Сам Кодай собрал, составил и организовал большое количество музыкальных работ для педагогического использования: в частности, шесть томов венгерской народной музыки, в том числе — более тысячи детских песен. Большая часть этой литературы использовалась в учебниках по методу Кодая. Для заполнения разрыва между народной музыкой и классическими произведениями Кодай сочинил тысячи песен и упражнений, составив шестнадцать учебных изданий, шесть из которых содержат несколько томов по сто упражнений.

## Результаты
Исследования показали, что метод Кодая улучшает интонацию, ритмические навыки, музыкальную грамотность и способность петь среди детей. Было показано, что вне музыки оно улучшает функционирование восприятия, систему понятий, двигательные навыки и производительность детей в других академических областях — прежде всего, чтении и математике.